# リアルまもる君
リアルまもる君（リアルまもるくん）は、沖縄県宮古列島の沖縄県警宮古島警察署管内の道路等に設置されている警察官型人形「宮古島まもる君」に扮して、種々の活動を行う人物である。
沖縄県のマラソン大会、ロードレース、トライアスロンを中心に、宮古島のPR活動をしているアスリートが「リアルまもる君」を名乗っているほか、宮古島署の署員も代々「リアルまもる君」として交通安全のための活動を行っている。

## アスリートの「リアルまもる君」
年齢・本名などは一切非公表である。

### 経歴
- 2010年4月から約1年間宮古島に在住していた[1]。
- 2011年6月18日、第4回ツール・ド・宮古島2011サイクリング100kmの部にママチャリで参加し、リアルまもる君の活動を開始した[7]。
- 2015年2月15日、日本で唯一、米軍基地内がコースになっている第23回おきなわマラソンにて、嘉手納基地内で、装備していたおもちゃのピストルを本物だと誤認され、厳重注意を受けた[8]。
- 2018年4月1日、下地敏彦宮古島市長から、13人目の宮古島大使に任命された[1]。
- 2019年2月2日、第14回とかしきマラソンでは、スターター兼選手を務め、スタートの号砲を鳴らし全員がスタートした後に最後尾からマラソンに参加し完走した[9]。

### 自己ベスト記録
- ハーフマラソン - 1時間56分24秒（第5回東平安名崎がんずうマラソン 13位）
- フルマラソン - 4時間57分23秒（第22回おきなわマラソン 2868位）
- ウルトラマラソン(100km) - 13時間57分15秒（第27回宮古島100kmワイドーマラソン 297位）

### メディア出演
- ランニングラジオ Okinawa Luncher（FMとよみ、2017年4月10日）[10]
- オリオンびあぶれいく（FM沖縄、2018年2月の月曜マンスリーゲスト）[11]
- RYUGIN GOOD NEWS（沖縄テレビ、2018年6月16日）[12]
- ピエロのFunky 今日もグッジョブ！（FMコザ、2018年12月20日）[13]
- YAASUUのMUSIC TIME（RBCiラジオ、2019年3月18～22日、25～29日のゲスト）[14]
- スイッチ!（東海テレビ、2019年4月19日）絶景＆グルメ満喫の宮古島旅[15]